# Polnische Meisterschaften im Naturbahnrodeln 2005
Die Polnischen Meisterschaften im Naturbahnrodeln 2005 fanden vom 8. bis 9. März in Szczyrk-Biła in der Woiwodschaft Schlesien statt.

## Einsitzer Herren
| Rang | Name            | Klub                               | Jahrgang | Zeit        |
| ---- | --------------- | ---------------------------------- | -------- | ----------- |
| 1    | Damian Waniczek | LKS Jastrząb Szczyrk               | 1981     | 1:10,22 min |
| 2    | Adam Jędrzejko  | KSS Beskidy Bielsko-Biała          | 1987     | 1:10,46 min |
| 3    | Dominik Goryl   | ULKS Lipowiec Czechowice-Dziedzice | 1982     | 1:11,28 min |

## Einsitzer Damen
| Rang | Name              | Klub                               | Jahrgang | Zeit        |
| ---- | ----------------- | ---------------------------------- | -------- | ----------- |
| 1    | Karolina Waniczek | LKS Jastrząb Szczyrk               | 1983     | 1:10,52 min |
| 2    | Marzena Goryl     | ULKS Lipowiec Czechowice-Dziedzice | 1985     | 1:12,56 min |
| 3    | Kinga Gawlas      | UKS Sopotnia Mała                  | 1989     | 1:13,46 min |

## Doppelsitzer
| Rang | Namen                            | Klub                               | Jahrgang  | Zeit        |
| ---- | -------------------------------- | ---------------------------------- | --------- | ----------- |
| 1    | Andrzej Laszczak Damian Waniczek | LKS Jastrząb Szczyrk               | 1976 1981 | 1:13,61 min |
| 2    | Adam Jędrzejko Piotr Kobza       | KSS Beskidy Bielsko-Biała          | 1988 1987 | 1:14,20 min |
| 3    | Karol Sikora Dominik Goryl       | ULKS Lipowiec Czechowice-Dziedzice | 1987 1982 | 1:19,17 min |